# Trechmannita
La trechmannita és un mineral de la classe dels sulfurs. Anomenat així per Charles Otto Trechmann (19 Mrach, 1851, Hartlepool, Anglaterra - 29 de juny de 1917), propietari d'una fàbrica de ciment i cristal·lògraf en el seu temps lliure.

## Característiques
La trechmannita és una sulfosal de fórmula química AgAsS₂. Es tracta d'una espècie aprovada per l'Associació Mineralògica Internacional, i publicada per primera vegada el 1905. Cristal·litza en el sistema trigonal. La seva duresa a l'escala de Mohs es troba entre 1,5 i 2.
Segons la classificació de Nickel-Strunz, la trechmannita pertany a «02.GC - Poli-sulfarsenits» juntament amb els següents minerals: hatchita, wal·lisita, sinnerita, watanabeïta, simonita, quadratita, manganoquadratita, smithita, aleksita, kochkarita, poubaïta, rucklidgeïta, babkinita, saddlebackita, tvalchrelidzeïta i mutnovskita.

## Formació i jaciments
Va ser descoberta a la Pedrera Lengenbach, situada a la localitat de Fäld (Valais, Suïssa). També ha estat descrita a Àustria, Alemanya, l'Iran, Austràlia i Nova Zelanda.